# San Luis (Nuevo México)
San Luis es un lugar designado por el censo ubicado en el condado de Sandoval en el estado estadounidense de Nuevo México. En el Censo de 2010 tenía una población de 59 habitantes y una densidad poblacional de 2,75 personas por km².

## Geografía
San Luis se encuentra ubicado en las coordenadas 35°42′3″N 107°2′35″O / 35.70083, -107.04306. Según la Oficina del Censo de los Estados Unidos, San Luis tiene una superficie total de 21.46 km², de la cual 21.46 km² corresponden a tierra firme y (0%) 0 km² es agua.

## Demografía
Según el censo de 2010, había 59 personas residiendo en San Luis. La densidad de población era de 2,75 hab./km². De los 59 habitantes, San Luis estaba compuesto por el 20.34% blancos, el 0% eran afroamericanos, el 8.47% eran amerindios, el 0% eran asiáticos, el 0% eran isleños del Pacífico, el 69.49% eran de otras razas y el 1.69% pertenecían a dos o más razas. Del total de la población el 88.14% eran hispanos o latinos de cualquier raza.